# 6ix9ine
Daniel Hernandez (New York City, 8. svibnja 1996.), poznatiji pod umjetničkim imenom 6ix9ine, ili ponekad Tekashi 6ix9ine, američki je reper meksičkog i portorikanskog podrijetla. Dobro poznat po karijeri obilježenoj brojnim pravnim problemima i kontroverzama, agresivnim stilom repanja i glazbi nastaloj kombiniranjem hip-hopa s heavy metalom i hardcore punkom, prepoznatljivim imidžom s tetovažama i kosom duginih boja te svađama s nekolicinom poznatih glazbenika i ličnosti.
Hernandez je svjetsku slavu i popularnost stekao 2017. godine nakon gostovanja na pjesmi Trippieja Redda "Poles 1469" i objavljivanja njegovog debitantskog solo singla "Gummo". Nakon toga objavljuje miksani album Day69 u ožujku 2018., koji je sadržavao singlove "Kooda", "Keke" s Fettyjem Wapom i A-Boogie wit da Hoodijem i "Gotti ", a koji su dospjeli među Billboardovih Hot 100. "Fefe" s Nicki Minaj i Murda Beatzom, zauzeo je treće mjesto na Hot 100. Unatoč negativnom prijemu glazbenih kritičara, debitantski studijski album, Dummy Boy, koji je objavljen u listopadu 2018., zauzeo je drugo mjesto na Billboard 200 i dobio platinasti certifikat od RIAA-e.
Unatoč jednogodišnjem boravku u zatvoru, Hernandez je zadržao svoj komercijalni uspjeh: njegov singl " Gooba" debitirao je i zauzeo treće mjesto u SAD-u, a "Trollz", njegova treća suradnja s Minaj, debitirao je na prvom mjestu u zemlji. Njegov drugi studijski album, TattleTales iz 2020., debitirao je na četvrtom mjestu američke Billboard 200 ljestvice. Međutim, nekoliko većih imena u hip hop industriji osudilo je Hernandeza zbog njegove uloge kao svjedoka tužiteljstva na suđenju svoje bivše bande Nine Trey Gangsters te ga označilo kao "cinkaroša". U lipnju 2023. objavio je svoj treći studijski album, na španjolskom jeziku – Leyenda Viva.
Godine 2015. Hernandez je priznao krivnju za kazneno djelo seksualnog iskorištavanja djeteta te je dobio četverogodišnji rok kušnje i kaznu od tisuću sati "društveno-korisnog" rada. Godine 2018. uhićen je zbog organiziranog kriminala i drugih optužbi za oružje i drogu. Suočen s najmanje 47 godina zatvora, priznao je krivicu po devet točaka optužnice, uključujući onu za počinjenje ubojstva i oružanu pljačku, u veljači 2019. godine. Tijekom suđenja, svjedočio je za optužbu protiv ostalih članova bande Nine Trey i bio osuđen na dvije godine zatvora. U travnju 2020. odobreno mu je prijevremeno puštanje na slobodu tijekom pandemije COVID-19 zbog toga što boluje od astme. Bio je u kućnom pritvoru do početka kolovoza 2020.

## Turneje
- World Domination Tour (2018.)[8]

## Diskografija

#### Studijski albumi
- Dummy Boy (2018.)
- TattleTales (2020.)
- Leyenda Viva (2023.)